# Chordaceae
Famille
Les Chordaceae sont une famille d’algues brunes de l’ordre des Laminariales.

## Étymologie
Le nom vient du genre type Chorda, dérivé du grec χορδή / chordí, « boyau ; corde à boyau ; intestin », qui a donné le latin chorda, « tripe ; corde  d'instrument de musique », en référence à la fronde de l'algue qui fait penser à une corde.

## Liste des genres
Selon AlgaeBase (23 août 2017), ITIS (23 août 2017) et World Register of Marine Species (23 août 2017) :
- Chorda Stackhouse, 1797